# Charles-Michel de l'Épée
Charles-Michel de l'Épée (Versailles, 25 novembre 1712 – Parigi, 23 dicembre 1789) è stato un presbitero e educatore francese, precursore dell'istruzione dei sordi e fondatore di un metodo che utilizzava vari segni convenzionali.
Viene riconosciuto spesso come il padre dei sordi.

## Biografia
Nato da una famiglia benestante, tentò di accedere al sacerdozio ma gli venne rifiutata l'ordinazione per le sue simpatie gianseniste. Studiò legge e subito dopo venne ammesso allo stato ecclesiastico (è infatti ricordato come l'abate de l'Épée).
Dopo aver incontrato due sorelle gemelle sorde decise di consacrarsi interamente alla loro educazione. Nel 1760 aprì una scuola che divenne l'Institut National de Jeunes Sourds de Paris. Elaborò la lingua dei segni francese (1770) e pubblicò un metodo di istruzione per i sordi basato sul metodo del linguaggio gestuale.
L'abate de l'Épée morì nel 1789 e venne sepolto nella cappella dedicata a san Nicola della chiesa di Saint-Roch a Parigi; il suo monumento funebre fu realizzato nel 1841 da Lassus. Nel 1791 l'Assemblea nazionale gli riconobbe il titolo di benefattore dell'umanità e concesse fondi pubblici al suo istituto.
Il suo metodo venne ripreso in Italia dall'abate Tommaso Silvestri nel 1783.